# And Then There’s Nothing
And Then There’s Nothing – pierwszy remix album amerykańskiego zespołu Tweaker, wydany 26 listopada 2013 roku przez Metropolis Records. Zawiera zremiksowane utwory z trzeciego albumu studyjnego Call the Time Eternity. Standardowa edycja została wydana w formatach CD i cyfrowej, a wersja deluxe - tylko w cyfrowej.